# Science (magazine)
Pour les articles homonymes, voir Science (homonymie).
Science (1979-1986) était un magazine de vulgarisation scientifique publié par l'Association américaine pour l'avancement des sciences (AAAS). Son objectif était de « faire le pont entre la science et le citoyen ». La première édition, publiée en novembre 1979, était intitulée Science 80. Le nom du magazine changeait pour tenir compte de chaque nouvelle année (Science 81, Science 82, etc.), ce qui causait certains problèmes quant à son indexation. Le magazine a d'abord été publié de manière bimensuelle et était disponible seulement par abonnement. 
L'AAAS publie également la revue Science (1880- ), avec laquelle Science est parfois confondue. 

## Contenu
Science couvrait des sujets similaires à d'autres publications telles Discover, mais ses articles étaient généralement plus longs et il publiait parfois des essais-photo (en). Le magazine publiait également de manière régulière des essais de scientifiques invités reconnus. Une section « Resources » présentait les références des articles.
Comme Discover, Science ciblait un lectorat à la recherche d'une publication scientifique plus abordable que le Scientific American de l'époque (qui était beaucoup plus technique) mais plus recherchée que des magazines tels Popular Science, qui avait plus tendance à couvrir la technologie que la science produisant celle-ci. 

## Fusion avecDiscover
Le marché est trop petit pour supporter plusieurs publications dans ce créneau et plusieurs publications similaires à Science disparaissent au milieu des années 1980. En 1986, Science est racheté par Time Inc.. La dernière édition du périodique est publiée en juillet. Par la suite, le magazine est fusionné au magazine Discover. Quelques éditions ultérieures de ce dernier mentionneront l'inclusion de Science (Now including Science 86) avant que les traces de l'ancien périodique disparaissent complètement. 